# أ. د. وينانز
أ. د. وينانز (بالإنجليزية: A. D. Winans)‏ هو كاتب مقالات وشاعر أمريكي، ولد في 12 يناير 1936 في سان فرانسيسكو في الولايات المتحدة.